# Lo Valledor (métro de Santiago)
Lo Valledor est une station de la ligne 6 du métro de Santiago. Elle est située dans le commune de Pedro Aguirre Cerda à Santiago au Chili.
Mise en service en 2017, elle est en correspondance avec la gare Le Valledor (es) desservie par les trains de banlieue du service Tren Nos-Estación Central (es).

## Situation sur le réseau
Établie en souterrain, la station Lo Valledor, de la ligne 6 du métro de Santiago, est située entre la station terminus sud-ouest Cerrillos, et la station Presidente Pedro Aguirre Cerda, en direction du terminus nord-est Los Leones.

## Histoire
La station Lo Valledor est mise en service le 2 novembre 2017, lors de l'ouverture à l'exploitation de la Ligne 6 du métro de Santiago, longue de 15,3 km, de Cerrillos à Los Leones. Elle doit son nom au marché aux fruits Lo Valledor, situé à proximité. Dans le projet d'origine de la ligne elle est nommée Maestranza (en raison de sa proximité avec la Maestranza San Eugenio, appartenant à EFE), mais en janvier 2012, une modification du tracé de la ligne 6 est annoncée ce qui provoque un changement de nom en Lo Valledor en raison de sa proximité avec le marché homonyme.

## Services aux voyageurs

### Desserte
La station est desservie par les rames de la ligne 6 du métro de Santiago.

## Art dans la station
La station dispose d'installations d'œuvres de deux artistes : Ian Pierce a réalisé en 2018, une installation intitulée A puro corazón, hommage au personnes et métiers du marché Lo Valledor. Elle est composée de « sculpture sur bois, céramique polychrome volumique, des mosaïques et de la peinture », couvrant une surface de 68 m2 pour un poids supérieur à 4 tonnes ; Guillermo Valdivia a réalisé en 2018, pour les cinquante ans du marché, une installation intitulée Valle Hermoso, qui retrace des moments de l'histoire et des personnages qui ont travaillé pour ravitailler et nourrir la ville. Elle est réalisée avec de l'acrylique sur des panneaux de bois. L'ensemble couvre une surface de 160 m2.